# Virampura
Virampura fou un estat tributari protegit del grup de Sankheda Mehwas a l'agència de Rewa Kantha, presidència de Bombai.
Tenia una superfície de 4 km² i el formaven només dos pobles. El sobirà s'anomenava vers 1880 Nathu Khan Pathan. Els ingressos estimats eren de 78 lliures i pagava un tribut de 10 lliures al Gaikwar de Baroda.